# Rosenstær
Rosenstæren (Pastor roseus) er en fugl i stærefamilien inden for ordenen af spurvefugle. Det er en trækfugl som normalt forekommer på stepper og i halvørkener øst for Sortehavet til Tian Shan. Den overvintrer hovedsageligt i Indien og i tropisk Asien.

## Udseende
De voksne fugles fjerdragt er meget karakteristisk med den rosa over- og underside, lyst orangefarvet næb og ben, og glinsende sort hoved, vinger og hale. Hanner i yngledragt har forlængede fjer på issen som danner en løs top og som bliver mere fremtrædende når den bliver ophidset. I vinterdragt har den kortere top, og dragten er mattere.
Hunner har kort top på issen og er mattere og uden den tydeligt kontrast mellem rosa og sorte fjer. Juvenile kan kendes fra stæren (Sturnus vulgaris) på sin lysere fjerdragt og det kortere gule næb. I sensommeren fælder de juvenile fugle til en dragt der minder om de voksnes vinterdragt, men mangler toppen. Hunnerne får deres første voksne fjerdragt efter cirka et år, mens hannerne får deres i en alder af cirka to år.

## Levevis

### Yngleforhold
Rosenstæren yngler i store kolonier, ofte med hundredvis eller tusindvis af reder, på åben steppe hvor græshopper er almindelige, sædvanligvis nær vand og ofte i dale. Yngletiden er kort og ligger mellem maj og juli, tæt bundet til adgangen til føde. Reden bygges hurtigt af begge køn, en skål formet af græs og kviste, foret med fjer, undertiden med aromatiske planter som malurt. Reden placeres i et hul mellem sten eller i en klipperevne eller i en bygning. Hunnen lægger tre til seks blegblå til azurblå æg som ruges af begge køn i 15 dage. Ungerne er flyvefærdige efter 24 dage.
Efter yngletiden bevæger arten sig til mere skovfyldte områder. Den overnatter i flok i tornebuske, træer eller rørskove, ofte med andre stærearter eller parakitter (Psittacula), krager, vævere (Ploceus) eller spurve.

### Føde
I yngletiden lever rosenstæren af insekter, især græshopper. Undertiden holder den til ved kreaturer for at fange de insekter som disse driver op. Om vinteren lever den af frugt, frø og nektar.

## Udbredelse og systematik
Rosenstæren er en trækfugl som yngler fra det østlige Europa til Sydasien, især i et område som strækker sig fra Sortehavet til Tian Shan. Den overvintrer især i Indien og det tropiske Asien. Vest for Sortehavet er den sporadisk men den yngler, omend ikke hvert år, eksempelvis i Bulgarien. Rosenstæren optræder også visse år invasionsagtigt udenfor sit sædvanlige udbredelsesområde. Eksempelvis ynglede over 6000 par i Italien 1875 og i Ungarn 1994-1995 ynglede 1700 par samtidigt med 1200 ikke-ynglende individer.

### Systematik
Rosenstæren er i en længere periode blevet placeret i slægten Sturnus sammen med blandt andet stæren (Sturnus vulgaris). Fylogenetiske undersøgelser har dog vist at rosenstæren slet ikke er så nært beslægtet med de europæiske stære, men derimod nærmere beslægtet med mainaerne i Acridotheres. Dette har resulteret i at rosenstæren igen placeres i sin tidligere slægt Pastor.

## Status for bestand
Arten har et stort udbredelsesområde og en stor population. På grund af dette kategoriserer IUCN arten som ikke truet (LC). I Europa, der udgør en fjerdedel af dens udbredelsesområde, menes at yngle mellem 61.300 og 230.000 par.